# Fragneto l’Abate
Fragneto l’Abate község (comune) Olaszország Campania régiójában, Benevento megyében.

## Fekvése
A megye középső részén fekszik, 70 km-re északkeletre Nápolytól, 15 km-re északra a megyeszékhelytől. Határai: Campolattaro, Circello, Fragneto Monforte, Pesco Sannita és Reino.

## Története
A település eredetéről nincsenek pontos adatok, valószínűleg a longobárd időkben alapították. A következő századokban nemesi birtok volt. A 19. században nyerte el önállóságát, amikor a Nápolyi Királyságban felszámolták a feudalizmust.

## Népessége
A népesség számának alakulása:

## Főbb látnivalói
- San Matteo-templom
- Santa Maria-templom
- Martini-kápolna
- Santa Maria dell'Assunta-templom